# Шмидт, Ноэми
Ноэми Шмидт (фр. Noémie Schmidt; род. 18 ноября 1990, Сион, Швейцария) — швейцарская актриса, наиболее известная по работам на телевидении и в кинематографе, в том числе в роли Генриетты Английской в сериале Versailles (2015). Её роль в фильме «Студент и мистер Генри» (2015) завоевала Prix Premiers Rendez-vous (лучший дебют) в 2016 году на Cabourg Film Festival и номинировалась на премию «Сезар„ самой многообещающей актрисе в том же году.
Среди её работ — “Потому что это моё тело» (2015) и «Жмот!» (2016), а также телевизионные фильмы «Папина маленькая девочка» (2014) и «Первое лето» (2014).

## Детство и юность
Дочь адвоката и биолога, Шмидт стала интересоваться сценой с ранних лет. С 2004 по 2008 год она пела в хоре школы Сьона (кантон Вале, Швейцария), совершенствуя свою вокальную технику в классическом стиле. После поездки в США она переехала в Брюссель, где училась в театральной школе Lassaad International School of Theatre и преподавала пение детям в Théâtre Royal de la Monnaie.

## Карьера
Её дебют на экране состоялся в 2012 году в короткометражном фильме Ewa Brykalska под названием «Coda». Её игра была высоко оценена, и она получила несколько призов на фестивалях, посвящённых короткометражным фильмам. Её талант был замечен: в 2013 году она появилась на телевидении в фильме «Я так сильно любил тебя» режиссёра Мэри Хиггинс Кларк, затем — в фильме «Первое лето» Марион Сарро (2014).
В том же году она дебютировала в кино в художественном фильме Виктора Эммануила Буайна «Девушка, которой можно доверять». Затем её пригласили на главную роль фильма «Студент и мистер Генри» (2015) вместе с Клодом Брассёром. Фильм ей позволил выдвинуться на номинацию премии «Сезар» самой многообещающей актрисе и победить в Prix Premiers Rendez-vous (лучший дебют) в 2016 на Cabourg Film Festival. В том же году она исполнила роль Генриетты Английской в сериале Versailles (2015) на Canal+.
В 2016 году она снялась во французской комедии «Жмот!» Фреда Кавайе с Дэни Буном, Лоранс Арне и Патриком Ридремонтом.

## Фильмография

### Фильм[12][13]
- 2012 : «Кода» — короткометражный фильм Евы Брыкальска : la fille
- 2013 : «Дольча» — короткометражный фильм Laure Bourdon Zarader : Dolça
- 2014 : «Юлия» — короткометражный фильм Maud Neve and Nora Burlet : Élise
- 2014 Локанда" — короткометражный фильм Lucas Pannatier : Lily
- 2014 : «Жизнь впереди» — фильм Victor-Emmanuel Boinem : Charlotte[14]
- 2015 : «Студент и мистер Генри» — фильм Ivan Calbérac : Constance Piponnier
- 2016 : «Жмот!» — фильм Fred Cavayé : Laura
- 2016 : «Потому что это моё тело» — фильм Paule Muret
- 2019 : «Париж — это мы»

### Телевидение[12][13]
- 2013 : Toi que j’aimais tant — фильм Olivier Langlois : Pauline
- 2014 : «Первое лето» — фильм Marion Sarraut : Angélique adolescente
- 2015 : Versailles — сериал Simon Mirren и David Wolstencroft : Henrietta of England
- 2016 : «Свет Элны» — фильм Sílvia Quer :  Élisabeth Eidenbenz

### Театр
- 2003 : "Король Убу  (фр. la mère Ubu)

## Награды
- 2013 : Специальное упоминание жюри на Festival Premiers Plans d'Angers for Coda[15]
- 2013 : за женскую роль Un festival c'est trop court ! (Festival européen du court métrage de Nice) for Coda[16]
- 2013 : за женскую роль на Festival Côté court de Pantin for Coda[17]
- 2016 : за лучший дебют Cabourg Film Festival for L'Étudiante et Monsieur Henri[18]